# Tarczka owocnika

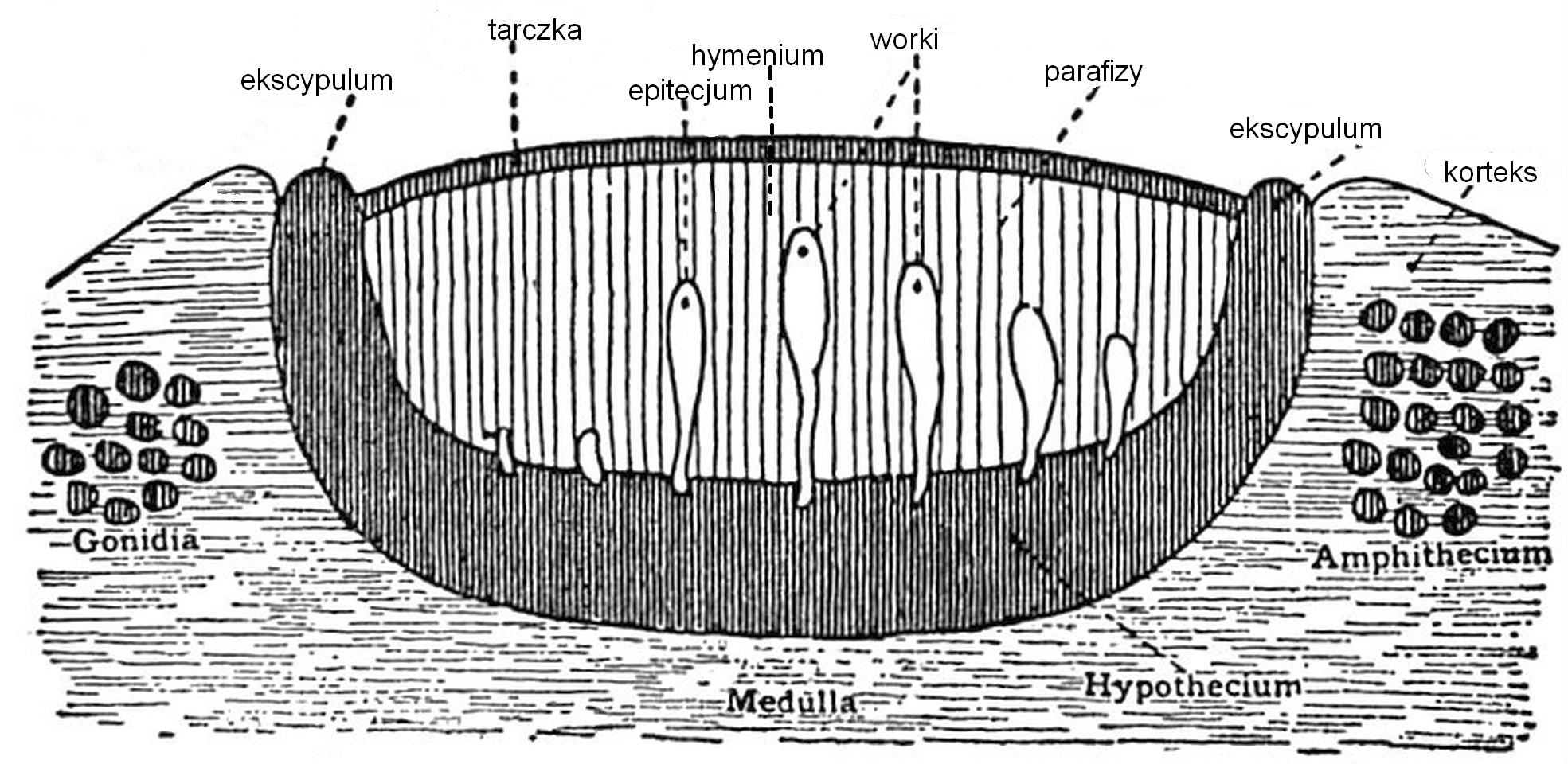

Tarczka owocnika – w owocnikach typu apotecjum (miseczka) u porostów jest to odsłonięta górna część hymenium składająca się ze złączonych z sobą wstawek (parafiz). Wyróżnia się następujące cechy tarczki:
- kształt: tarczka ma taki kształt jak owocnik: może być kolista, wydłużona, nieregularna lub rozgałęziona;
- forma przestrzenna; może być płaska, wypukła, dzbanuszkowato wgłębiona lub półkulista;
- powierzchnia: gładka, drobnoziarnista, pokryta guzkami, brodawkowata, rowkowana lub bruzdkowana;
- oprószenie: może być naga lub oprószona[2].

Otaczająca tarczkę część owocnika to brzeżek plechowy, czyli ekscypulum.